# Alexícrates
Alexícrates (em grego:  Ἀλεξικράτης) foi um filósofo pitagórico que viveu na época de Plutarco (isto é, por volta da virada do século I d.C.) e cujos discípulos continuaram a observar a antiga dieta dos pitagóricos, abstendo-se completamente de peixes. Outra pessoa com este nome ocorre em Plutarco.